# Bożyszcze. W sidłach uwodziciela
Bożyszcze. W sidłach uwodziciela – polski film niemy z 1923 roku.

## Fabuła
Akcja toczy się na Podhalu. Dwóch przyjaciół artystów kocha się w Stasi, pięknej córce adwokata Wężyka. Malarz Zadroga kocha ją bezinteresownie, jednak rzeźbiarz Wolski pragnie ją tylko uwieść i wykorzystać. Kiedy osiąga swój cel porzuca dziewczynę.

## Obsada
- Antoni Piekarski (adwokat Wężyk),
- Maria Lubowiecka (Stasia, córka adwokata),
- Norbert Wicki (rzeźbiarz Wolski),
- Leon Trystan (rzeźbiarz w młodym wieku),
- Ryszard Sobiszewski (malarz Jan Zadroga),
- Jerzy Starczewski (malarz w młodym wieku),
- Roman Dereń